# Monument la mormântul comun al ostașilor căzuți (Zorile)
Monumentul la mormântul comun al ostașilor căzuți este un monument amplasat în Zorile, raionul Orhei, Republica Moldova. Este un monument istoric de importanță națională inclus în Registrul monumentelor Republicii Moldova ocrotite de stat cu nr. 1267 (raionul Orhei).